# Vladimir Denissenkov
Vladimir Denissenkov, in russo Владимир Денисенков (Černivci, 30 marzo 1956), è un fisarmonicista e compositore russo naturalizzato italiano.

## Biografia
Nato a Černivci in Ucraina (allora Unione Sovietica), nella regione della Bucovina, da genitori russi, terminò gli studi presso il Conservatorio di Mosca nel 1979. Ottenne numerosi riconoscimenti per la sua bravura nell'utilizzo del bajan (una fisarmonica cromatica a bottoni di tradizione russa), culminati con la nomination di miglior fisarmonicista mondiale in una rassegna di musica etnica e tradizionale tenutasi a Caracas nel 1981.
Dal 1981 al 1990 ha suonato con l'Orchestra Filarmonica di Mosca e si è esibito in 40 nazioni. Dal 1995 vive a Milano e lavora stabilmente in Italia, sia in veste solistica, sia con i suoi gruppi. Ha stretto collaborazioni artistiche con Fabrizio De André (in Anime salve), Moni Ovadia (Theaterorchestra), Ludovico Einaudi, Franco Fabbri e il cantautore tedesco Wolf Biermann.
Ha collaborato con i comici Ale e Franz di Zelig nello spettacolo È tanto che aspetti? e con tantissimi altri artisti, tra cui, in ambito teatrale, Licia Maglietta, Ottavia Piccolo, Lella Costa, Angela Finocchiaro e Lucia Poli.
Nel 1995 partecipa alla realizzazione del CD Sore Lume di Maria Colegni, e nel 1999 al CD  Dont' forget… della Musikorchestra
Nel 2000 registra con Giovanni Amighetti, Gjermund Silset e Helge A. Norbakken l'album Anastasia che lo porterà in tour in diverse nazioni europee con un crescente consenso di critica e pubblico.
Dopo aver proposto concerti con un quintetto chiamato Viaggio nei Carpazi, pubblica il suo terzo lavoro discografico, Guzulka.
È autore della colonna sonora del corto Molti anni dopo di Giuseppe Goisis e del film Il mondo addosso di Costanza Quatriglio.
A settembre 2007 partecipa al festival MiTo, Milano-Torino Settembre Musica, e vi torna nel 2010 e nel 2014
Nel marzo 2009 è invitato dal Presidente Giorgio Napolitano al Palazzo del Quirinale, dove si è esibito in un concerto trasmesso in diretta su Rai Radio 3.
Sempre nel 2009, è in vari teatri italiani con Licia Maglietta nello spettacolo teatrale Manca solo la domenica.
Nel 2012 è a fianco di Mario Luzzatto Fegiz, che lo ha definito "Il Piazzolla dell'Est", nella piéce teatrale Io odio i talent show.
Nel 2019 affianca Egidia Bruno in Ne Veryiu - Non Ci Credo.
È abitualmente ospite dei più importanti festival mondiali di fisarmonica, come la Trobada d'acordionistes del Pirineu in Catalogna e il Carrefour Mondial de l'Accordéon in Quebec, Canada.
È stato più volte ospite in vari programmi su Rai1, Rai2, Rai3 (Ballarò di Giovanni Floris), Rai5, LA7 (L'infedele di Gad Lerner), Telelombardia.

## Discografia
- 1997 - Bayan (Felmay)
- 2000 - Anastasia (Arvmusic/IRD)
- 2004 - Guzulka (Felmay)
- 2014 - Feeling & Passion (Felmay)